# Leuwimalang
Leuwimalang is een bestuurslaag in het regentschap Bogor van de provincie West-Java, Indonesië. Leuwimalang telt 6666 inwoners (volkstelling 2010).